# Ruth Preuß
Ruth Preuß (* 22. Februar 1940 in Berlin; † 6. August 1990 ebenda) war eine deutsche Badmintonspielerin.

## Karriere
Ruth Preuß begann ihre Karriere in Kyritz, wechselte dann jedoch zu Post Berlin. In den 1960er Jahren war sie in der DDR eine stete Endspiel-Konkurrentin von Rita Gerschner. Im zweiten Jahr der DDR-Badmintonoberliga wurde sie mit der BSG Post Berlin DDR-Mannschaftsmeister. Vier Damendoppel- und zwei Dameneinzeltitel folgten bis 1969.
1963 wurde sie mit dem Titel Meister des Sports geehrt. Ruth Preuß starb, erst fünfzigjährig, am 6. August 1990 in Berlin.

## Nationale Erfolge
| Platz | Saison    | Veranstaltung                | Disziplin   | Sieger |
| ----- | --------- | ---------------------------- | ----------- | --- |
| 1     | 1960/1961 | DDR-Mannschaftsmeisterschaft | Mannschaft  | Post Berlin (Helmut Standfuß, Günter Beier, Detlef Paul, Karl Beier, Ullrich Dücker, Uwe Trettin, Elke Trettin, Ruth Preuß)                            |
| 1     | 1960/1961 | DDR-Einzelmeisterschaft      | Damendoppel | Rita Gerschner / Ruth Preuß (Traktor Hilbersdorf / Post Berlin)                                                                                        |
| 2     | 1960/1961 | DDR-Einzelmeisterschaft      | Mixed       | Helmut Standfuß / Ruth Preuß (Post Berlin) |
| 2     | 1960/1961 | DDR-Einzelmeisterschaft      | Dameneinzel | Ruth Preuß (Post Berlin) |
| 2     | 1961/1962 | DDR-Einzelmeisterschaft      | Dameneinzel | Ruth Preuß (Post Berlin) |
| 2     | 1961/1962 | DDR-Mannschaftsmeisterschaft | Mannschaft  | Post Berlin (Helmut Standfuß, Hartmut Münch, Uwe Trettin, Günter Beier, Karl Beier, Detlef Paul, Gisela Müller, Ruth Preuß)                            |
| 2     | 1961/1962 | DDR-Einzelmeisterschaft      | Damendoppel | Ruth Preuß / Gisela Müller (Post Berlin) |
| 1     | 1962      | Silberner Federball          | Mixed       | Helmut Standfuß / Ruth Preuß (Post Berlin) |
| 2     | 1962/1963 | DDR-Einzelmeisterschaft      | Mixed       | Helmut Standfuß / Ruth Preuß (Post Berlin) |
| 2     | 1962/1963 | DDR-Mannschaftsmeisterschaft | Mannschaft  | Post Berlin (Helmut Standfuß, Günter Beier, Uwe Trettin, Hartmut Münch, Klaus Basdorf, Peter, Gisela Müller, Gaby Stiegel, Ruth Preuß, Gitte Standfuß) |
| 2     | 1962/1963 | DDR-Einzelmeisterschaft      | Dameneinzel | Ruth Preuß (Post Berlin) |
| 3     | 1962/1963 | DDR-Einzelmeisterschaft      | Damendoppel | Gaby Stiegel / Ruth Preuß (Post Berlin) |
| 3     | 1963/1964 | DDR-Einzelmeisterschaft      | Mixed       | Hartmut Münch / Ruth Preuß (Post Berlin) |
| 2     | 1963/1964 | DDR-Mannschaftsmeisterschaft | Mannschaft  | Post Berlin (Klaus Basdorf, Hartmut Münch, Günter Beier, Detlef Paul, Lorenz, Werner Zock, Ruth Preuß, Jutta Benzmann, Gisela Müller, Gitte Standfuß)  |
| 2     | 1963/1964 | DDR-Einzelmeisterschaft      | Damendoppel | Ruth Preuß / Jutta Benzmann (Post Berlin) |
| 2     | 1963/1964 | DDR-Einzelmeisterschaft      | Dameneinzel | Ruth Preuß (Post Berlin) |
| 3     | 1964/1965 | DDR-Mannschaftsmeisterschaft | Mannschaft  | Post Berlin (Klaus Basdorf, Peter Richter, Hartmut Münch, Günter Leschke, Günter Beier, Uwe Trettin, Ruth Preuß, Jutta Benzmann, Gisela Müller)        |
| 2     | 1965/1966 | DDR-Einzelmeisterschaft      | Damendoppel | Ruth Preuß / Beate Herbst (Post Berlin / HSG DHfK Leipzig)                                                                                             |
| 2     | 1965/1966 | DDR-Einzelmeisterschaft      | Dameneinzel | Ruth Preuß (Post Berlin) |
| 2     | 1966/1967 | DDR-Einzelmeisterschaft      | Mixed       | Klaus Basdorf / Ruth Preuß (Post Berlin / Einheit Kyritz)                                                                                              |
| 1     | 1966/1967 | DDR-Einzelmeisterschaft      | Damendoppel | Ruth Preuß / Beate Herbst (Einheit Kyritz / DHfK Leipzig)                                                                                              |
| 1     | 1966/1967 | DDR-Einzelmeisterschaft      | Dameneinzel | Ruth Preuß (Einheit Kyritz) |
| 1     | 1967/1968 | DDR-Einzelmeisterschaft      | Damendoppel | Ruth Preuß / Beate Herbst (Einheit Kyritz / HSG DHfK Leipzig)                                                                                          |
| 1     | 1967/1968 | DDR-Einzelmeisterschaft      | Dameneinzel | Ruth Preuß (Einheit Kyritz) |
| 1     | 1968/1969 | DDR-Einzelmeisterschaft      | Damendoppel | Ruth Preuß / Beate Herbst (Einheit Kyritz / HSG DHfK Leipzig)                                                                                          |